# IMovie
iMovie est un logiciel de montage vidéo développé par Apple pour les systèmes d’exploitation macOS et iOS (iPhone, iPad, iPad mini et iPod touch). Il est principalement destiné aux particuliers, et permet d’organiser, monter, modifier, et partager des vidéos. Il a subi de nombreuses modifications depuis sa sortie initiale sur l’iMac DV en 1999. 
Les versions macOS et iOS actuelles proposent des fonctionnalités communes telles que le tri et l’élagage des plans (rushes), l’ajout de titres, filtres transitions et effets, le rognage, la création de bandes-annonces, le mixage audio, l'incrustation ainsi que le partage vers Internet (dont iCloud),. La version OS X possède des fonctions supplémentaires, dont l’import via FireWire pour les caméras DV et HDV, ainsi que l’export avancé vers QuickTime et Final Cut Pro X. iMovie accepte la plupart des codecs compatibles avec Final Cut Pro X : H.264, AVCHD, Apple ProRes, etc.
Le logiciel possède une bonne réputation : il est reconnu pour sa simplicité, sa polyvalence, et ses performances,,. 
iMovie est inclus gratuitement sur les Mac depuis 2003, les mises à jour payantes s’effectuent par le biais du Mac App Store (autrefois par l’achat de la suite iLife),.
La version 3.0 d'iMovie sur iOS et iPadOS est disponible gratuitement. Cette nouvelle version apporte le mode "Storyboards" qui permet d'avoir des modèles préétablis pour facilement monter une vidéo avec des transitions, des effets et de la musique.

## Caractéristiques d'iMovie
iMovie peut importer les segments vidéo vers le Mac en utilisant le port FireWire présent sur la plupart des caméscopes numériques. 

L'utilisateur peut faire un montage des clips vidéo et ajouter des titres, des effets et de la musique. Les effets proposés sont des outils de base pour la correction et l'amélioration de l'image ainsi que des transitions vidéo tels que des fondus, des balayages, un retournement de page et quelques autres.

### Partage et exportation
iMovie permet de partager et d'exporter directement depuis le logiciel ses créations vidéos :
- Sur YouTube (jusqu'en 1080p)
- Sur Vimeo (jusqu'en 1080p)
- Sur Facebook
- Sur CNN iReport
- Sur Podcast Producer
- Sur iDVD
- Sur iTunes (jusqu'en 1080p)
- Sur le navigateur multimédia (jusqu'en 1080p)
- En exportant sur l'ordinateur (jusqu'en 1080p)
- En exportant en Final Cut XML.

### Caractéristiques d'iMovie '08
iMovie '08 (7.0) a été commercialisé en août 2007 et fait partie de la suite iLife '08. Il s'agit d'une réécriture complète du logiciel. Les nouvelles caractéristiques sont, sans s'y limiter :
- Une interface complètement refaite, avec une bibliothèque iPhoto
- Une nouvelle icône de l'application
- Une fonction d'« avance rapide » (ou skimming) pour avoir un aperçu du contenu d'un segment vidéo à la vitesse voulue
- La possibilité de sélectionner une partie d'un segment vidéo de la même manière que l'on sélectionne du texte
- Plus de formats d'exportation disponibles, dont celui de l'iPhone et celui de YouTube
- Le support des caméscopes SD et HD enregistrant sur disque dur ou sur DVD

Plusieurs fonctionnalités des versions précédentes ont été supprimées, tel que plusieurs effets vidéo et transitions, le support des plug-ins, la timeline, les thèmes d'iMovie '06, la possibilité de créer des marqueurs de chapitres pour les DVD, ainsi que plusieurs outils avancés pour le contrôle du son.
En raison du nombre de fonctionnalités réduites de cette nouvelle version, iMovie '08 a subi de nombreuses critiques,. Apple a alors décidé d'offrir la version précédente, iMovie HD 6, en téléchargement gratuit aux acheteurs d'iLife '08. Apple a également réduit le prix de Final Cut Express pour le rendre plus abordable aux semi-professionnels pour qui la nouvelle version d'iMovie ne convient plus.

### Caractéristiques d'iMovie 5
iMovie 5 est doté d'une coulante très complète avec le reste de la suite iLife. Un panneau permet d'importer facilement des images à partir d'iPhoto, de la musique à partir d'iTunes, ou encore d'ajouter des marqueurs de chapitre pour l'exportation vers iDVD. Le logiciel a également les caractéristiques suivantes :
- Aperçu en plein écran
- Une piste vidéo et deux pistes audio
- Effets sonores inclus, dont certains provenant de Skywalker Sound.
- Une voix off pour la narration peut être enregistrée à partir d'un microphone et ajoutée dans une piste audio
- Possibilité d'ajouter titres, sous-titres et génériques
- Transitions incluant fondu enchaîné, désintégration, tourbillon, échelle
- Effets vidéo incluant accéléré/ralenti, inverser, luminosité, contrastes, électricité et autres effets spéciaux simples
- Création d'images fixes à partir de la vidéo
- Couper et changer la durée des segments vidéo
- Affichage et édition de l'oscilloscope audio
- Extraire l'audio des clips vidéo
- Exporter un film au format QuickTime, le partager via email, Bluetooth ou un site .Mac ou encore le transférer vers la caméra vidéo.typo

Une autre nouvelle fonctionnalité est « Magic iMovie », qui tente d'automatiser la tâche du montage vidéo, en permettant d'ajouter automatiquement des transitions entre les clips, d'ajouter une musique synchronisée à la vidéo et de créer un DVD en passant par le logiciel iDVD.

## Historique des versions pour Mac
| Version       | Date de commercialisation | Disponibilité | Plate-forme                                                                                             | Notes | Inclus dans iLife/Mac App Store | Architecture                        |
| ------------- | ------------------------- | --- | --- | --- | ------------------------------- | ----------------------------------- |
| iMovie        | Octobre 1999              | Inclus avec les iMac DV, rendu disponible au téléchargement gratuit par la suite | Mac OS 8.6 et Mac OS 9                                                                                  | Première version. | non                             | PowerPC                             |
| iMovie 2      | 19 juillet 2000           | Inclus avec les Macs équipés de port FireWire et disponible à l'achat. Rendu disponible au téléchargement gratuit par la suite                                                                                               | Mac OS 9 et Mac OS X 10.0 (Cheetah)                                                                     | Ajout de nouveaux effets sonores (dont plusieurs de Skywalker Sound), mais les anciens sons ont été retirés. L'effet Water Ripple a également été retiré.                                                                                       | non                             | PowerPC                             |
| iMovie 3      | 7 janvier 2003            | Inclus avec tous les nouveaux Macs et disponible à l'achat avec la suite iLife '03. Rendu disponible au téléchargement gratuit par la suite.                                                                                 | Mac OS X 10.1 (Puma)                                                                                    | | iLife                           | PowerPC                             |
| iMovie 4      | 6 janvier 2004            | Inclus avec tous les nouveaux Macs et disponible à l'achat avec la suite iLife '04. | Mac OS X 10.2 (Jaguar)                                                                                  | | iLife '04                       | PowerPC                             |
| iMovie HD 5   | 6 janvier 2005            | Inclus avec tous les nouveaux Macs et disponible à l'achat avec la suite iLife '05. | Mac OS X 10.3 (Panther)                                                                                 | Support du HDV. | iLife '05                       | PowerPC                             |
| iMovie HD 6   | 10 janvier 2006           | Inclus avec tous les nouveaux Macs et disponible à l'achat avec la suite iLife '06. Rendu par la suite disponible au téléchargement gratuit pour les utilisateurs d'iLife '08 (dû aux nombreuses critiques de la version 7). | Mac OS X 10.3 (Panther), Mac OS X 10.4 (Tiger), Mac OS X 10.5 (Leopard) et Mac OS X 10.6 (Snow Leopard) | L'application est compatible pour les Mac à processeur Intel. | iLife '06                       | PowerPC et Intel (Universal Binary) |
| iMovie 7.0    | 7 août 2007               | Inclus avec tous les nouveaux Macs et disponible à l'achat avec la suite iLife '08. | Mac OS X 10.4 (Tiger) et 10.5 (Leopard).                                                                | Cette version est une réécriture complète de l'application, elle est donc radicalement différente des précédentes versions. Elle a reçu beaucoup de critiques négatives dû a la perte de nombreuses fonctionnalités par rapport à la version 6. | iLife '08                       | PowerPC et Intel (Universal Binary) |
| iMovie 8.0    | 27 janvier 2009           | Inclus avec tous les nouveaux Macs et disponible à l'achat avec la suite iLife '09. | Mac OS X 10.5 (Leopard) et Mac OS X 10.6 (Snow Leopard)                                                 | Restauration de nombreuses fonctions perdues. | iLife '09                       | PowerPC et Intel (Universal Binary) |
| iMovie 9.0    | 20 octobre 2010           | Inclus avec tous les nouveaux Macs et disponible à l'achat avec la suite iLife '11, ainsi qu'individuellement sur le Mac App Store                                                                                           | Mac OS X 10.6 (Snow Leopard), Mac OS X 10.7 (Lion), OS X 10.8 (Mountain Lion) et OS X 10.9 (Mavericks)  | Le support pour les Mac à processeurs PowerPC est abandonné. Introduction des bandes annonces. | iLife '11 + Mac App Store       | Intel                               |
| iMovie 10.0   | 22 octobre 2013           | Inclus avec tous les nouveaux Macs et disponible à l'achat sur le Mac App Store | OS X Mavericks (10.9 et plus)                                                                           | Cette version est très différente des précédentes versions. iMovie 10.0.5 est la version maximale supporté par OS X Mavericks (10.9). | Mac App Store                   | Intel                               |
| iMovie 10.0.6 | 16 octobre 2014           | Inclus avec tous les nouveaux Macs et disponible à l'achat sur le Mac App Store | OS X Yosemite (10.10 et plus)                                                                           | | Mac App Store                   | Intel                               |